# Giselher W. Hoffmann
Giselher Werner „Gisi“ Hoffmann (* 10. Januar 1958 in Windhoek, Südwestafrika; † 9. April 2016 in Swakopmund) war ein deutschsprachiger Schriftsteller aus Namibia.

## Leben und Werk
Der Farmersohn war ein Enkel deutscher Auswanderer, die vor dem Ersten Weltkrieg in die damalige Kolonie Deutsch-Südwestafrika übergesiedelt waren. Er wuchs mit seinem Zwillingsbruder Attila W. Hoffmann auf einer Farm in der Nähe von Windhoek auf. Er besuchte die Deutsche Höhere Privatschule Windhoek.
Zusammen mit seinem Bruder ließ er sich nach seinem Militärdienst im Alter von 20 Jahren zum Berufsjäger ausbilden und war in diesem Beruf mehrere Jahre lang in der Kalahari tätig. Schon zu dieser Zeit arbeitete er an seinem ersten Roman Im Bunde der Dritte (1983), den er zusammen mit seinem Zwillingsbruder im Eigenverlag (Hoffmann Twins) veröffentlichte. Später folgte der Roman Irgendwo in Afrika (1986), den er bereits allein verfasst hatte. Beide Bücher spielen im Damaraland und handeln vor allem von Wilderei. Sie sind der Unterhaltungsliteratur zuzuordnen.
Sein nächster Roman Land der wasserlosen Flüsse (1989) erschien in Deutschland unter dem Titel Die Erstgeborenen (1991) und machte Hoffmann auch international bekannt. Darin erzählt er von der Begegnung zwischen weißen Farmern und den San. Als Berufsjäger lebte der Autor lange Zeit mit einem dieser San zusammen. Sein Roman ist damit auch ein kenntnisreiches Porträt vom Leben der San, deren Kultur vom Aussterben bedroht ist.
1991 erschien der Roman Die verlorenen Jahre, der die Internierung der männlichen deutschen Bevölkerung während des Zweiten Weltkriegs zum Thema hat. In seinem Roman Die schweigenden Feuer (1994) behandelt Hoffmann den Hererokrieg und den allmählichen Untergang der Herero-Kultur. Das Schicksal eines weiteren Volkes in Namibia, das der Himba, schildert Hoffmann in seinem Roman Schattenjäger (1998).
Hoffmann beschrieb in seinen Werken immer wieder das Leben, die Kulturen und Schicksale der verschiedenen Völker Namibias, und teils auch die der Nachkommen deutscher Siedler in seinem Heimatland. Er verstand sich nicht als Chronist der deutschstämmigen Kultur, die ihre Wurzeln in der Kolonialzeit hat, sondern wollte die einzelnen Bevölkerungsgruppen Namibias in seinen Büchern bekannter miteinander machen.
Die Handlung wird meist aus mehreren Perspektiven erzählt, die die Wahrnehmungen der Romanfiguren widerspiegeln, welche unterschiedlich kulturell geprägt sind. So hat er den verschiedenen Völkern Namibias literarische Denkmäler errichtet. In Die verlorenen Jahre hat er sich aber auch der Geschichte seiner eigenen Volksgruppe gestellt. Er fand und bearbeitete vorrangig namibische Themen, deren Bedeutung in der Gegenwart liegt.
2006 erschien sein Roman Diamantenfieber, der auch als Hörbuch veröffentlicht wurde. Das Buch spielt in der Zeit spektakulärer Diamantenfunde im Süden Namibias zu Beginn des 20. Jahrhunderts.
Hoffmann erhielt einige Literaturpreise, zum Beispiel den „Großen Romanpreis“ vom Bertelsmann Club (2000) oder die Auszeichnung als „Autor des Jahres“ vom Afrikahaus (2001) sowie Autorenstipendien in Deutschland (zum Beispiel das der Künstlerhäuser Worpswede, 2003). Er suchte hier immer wieder den Kontakt zu deutschsprachigen Autoren. Er lebte jedoch weiterhin als freier Schriftsteller in Swakopmund an der Atlantikküste Namibias sowie immer wieder auch für einige Wochen in Deutschland, wo die Quellenlage für seine Recherchen oft besser als in Namibia war und er engeren Kontakt zur hiesigen Literaturszene pflegen konnte.
Aus seiner ersten Ehe ging ein Sohn hervor. Die letzten Lebensjahre verbrachte er mit seiner zweiten Frau überwiegend in Swakopmund.

## Kritik
Hoffmann war in Namibia nicht unumstritten. Neben Anerkennung erntete er auch Missbilligung. Vor allem Die verlorenen Jahre rief bei der deutschsprachigen Leserschaft in Namibia einigen Unmut hervor. Hinzu kamen Probleme mit dem Peter Hammer Verlag, der ihn nicht mehr für tragbar hielt: denn als „weißer Afrikaner“, so die Begründung, passe er nicht mehr in ein von schwarzafrikanischen Autoren dominiertes Verlagsprogramm.

## Romane
Die meisten Romane Hoffmanns erschienen in mehreren Auflagen. Hier sind die jeweils letzten der einzelnen Titel genannt:
- Im Bunde der Dritte. Hoffmann Twins, 1983, ISBN 0-620-07296-2.
- Irgendwo in Afrika. Hoffmann Twins, 1986, ISBN 0-620-10209-8.
- Land der wasserlosen Flüsse. Hoffmann Twins, 1989, ISBN 0-620-14233-2.
- Die verlorenen Jahre. Edition Köln, 2003, ISBN 3-936791-01-5.
- Die Erstgeborenen. Unionsverlag, 2013, ISBN 3-293-20626-3.
- Die schweigenden Feuer. Peter Hammer, Wuppertal 1994, ISBN 3-87294-615-3.
- Schattenjäger. Unionsverlag, Zürich 2014, ISBN 978-3-293-20646-5.
- Diamantenfieber. RM Buch und Medien, Rheda-Wiedenbrück / Gütersloh 2006, DNB 981750370 (Buchklubausgabe, nur für Mitglieder, Buch-Nr. 083731).